# Tilde Carotini Zonghi
Tilde Carotini Zonghi (Jesi, Itàlia, 1864 - ? 1943) fou una mezzosoprano italiana.
El 1884 va fer el seu debut al Teatro Cagnoni de Vigevano, interpretant el paper d'Isabella a l'òpera L'Ebreo de Giuseppe Apolloni. Aviat la seva trajectòria la va portar als principals escenaris d'Itàlia, com els teatres de Bolonya, Roma i Verona, i més tard va fer el salt internacional amb actuacions a Barcelona, Madrid, Montevideo i Sant Petersburg.
Va brillar especialment al Teatro Regio de Parma, un escenari emblemàtic de l'òpera, on va participar en quatre produccions durant la temporada 1886-1887: Mefistofele de Boito, Dinorah de Meyerbeer, Fausta de Bandini i Rigoletto de Verdi. El 19 de febrer d'aquell any, va ser homenatjada amb una nit de gala en què va interpretar l'ària Oh mio Fernando de La Favorita de Donizetti.
Del 1890 al 1896 va cantar continuadament al Gran Teatre del Liceu.
El 1891, mentre actuava al teatro Goldoni d'Ancona amb La Gioconda d'Amilcare Ponchielli, va conèixer el tenor Alfredo Zonchi, amb qui acabaria casant-se.